# The Evangelist (film 1916)
The Evangelist è un film muto del 1916 diretto da Barry O'Neil.

## Produzione
Il film fu prodotto dalla Lubin Manufacturing Company.

## Distribuzione
Distribuito dalla General Film Company, il film venne distribuito nelle sale statunitensi il 17 gennaio 1916.